# Grzegorz Kaszak
Grzegorz Kaszak (Choszczno, 24 febbraio 1964) è un vescovo cattolico polacco, dal 24 ottobre 2023 vescovo emerito di Sosnowiec.

## Biografia
Grzegorz Kaszak è nato a Choszczno il 24 febbraio 1964.

### Formazione e ministero sacerdotale
Ha conseguito il diploma d'istruzione superiore presso la scuola n° 1 di Choszczno. Nel 1983 è stato ammesso al seminario di Paradyż-Gościkowie che formava i sacerdoti delle diocesi di Gorzów, Koszalin-Kołobrzeg e Stettino-Kamien. Durante gli studi si è trasferito nel nuovo seminario di Stettino dove ha completato la sua formazione teologica e filosofica.
Il 18 giugno 1989 è stato ordinato presbitero nella cattedrale di Stettino dal vescovo diocesano Kazimierz Majdański. Dal 1989 all'anno successivo è stato vicario parrocchiale nella parrocchia di Sant'Adalberto in Świnoujście. Nel 1990 è stato inviato a Roma per approfondire gli studi nel campo della teologia morale presso la Pontificia Università della Santa Croce. Nel 1998 ha conseguito il dottorato con una tesi dal titolo: "Amore responsabile e contraccezione nelle catechesi di Giovanni Paolo II". Dal 1992 al 2002 ha lavorato presso il Pontificio consiglio per la famiglia. Nel 1997 è diventato segretario del cardinale presidente Alfonso López Trujillo. L'anno successivo ha ricevuto la dignità di cappellano di Sua Santità. Dal 2002 al 2007 è stato rettore del Pontificio istituto ecclesiastico polacco a Roma, il collegio del clero in formazione presso le università della Santa Sede.
Il 10 novembre 2007 papa Benedetto XVI lo ha nominato segretario del Pontificio consiglio per la famiglia. Durante questo periodo è stato coinvolto, tra le altre cose, nella preparazione del VI incontro mondiale delle famiglie di Città del Messico del 2009.

### Ministero episcopale
Il 4 febbraio 2009 papa Benedetto XVI lo ha nominato vescovo di Sosnowiec. Ha ricevuto l'ordinazione episcopale il 28 marzo successivo nella basilica cattedrale dell'Assunzione della Beata Vergine Maria a Sosnowiec dal cardinale Józef Glemp, arcivescovo emerito di Varsavia, coconsacranti l'arcivescovo metropolita di Cracovia Stanisław Dziwisz e quello di Częstochowa Stanisław Nowak. Durante la stessa celebrazione ha preso possesso della diocesi. Ha scelto come motto l'espressione "Facere voluntatem Tuam" (compiere la tua volontà).
Nel febbraio del 2014 ha compiuto la visita ad limina.
In seno alla Conferenza episcopale polacca fa parte del consiglio per la famiglia.
Il 24 ottobre 2023 papa Francesco ha accettato la sua rinuncia al governo pastorale della diocesi di Sosnowiec in seguito allo scandalo di un'orgia omosessuale a casa di un prete.

## Genealogia episcopale
La genealogia episcopale è:
- Cardinale Scipione Rebiba
- Cardinale Giulio Antonio Santori
- Cardinale Girolamo Bernerio, O.P.
- Vescovo Claudio Rangoni
- Arcivescovo Wawrzyniec Gembicki
- Arcivescovo Jan Wężyk
- Vescovo Piotr Gembicki
- Vescovo Jan Gembicki
- Vescovo Bonawentura Madaliński
- Vescovo Jan Małachowski
- Arcivescovo Stanisław Szembek
- Vescovo Felicjan Konstanty Szaniawski
- Vescovo Andrzej Stanisław Załuski
- Arcivescovo Adam Ignacy Komorowski
- Arcivescovo Władysław Aleksander Łubieński
- Vescovo Andrzej Stanisław Młodziejowski
- Arcivescovo Kasper Kazimierz Cieciszowski
- Vescovo Franciszek Borgiasz Mackiewicz
- Vescovo Michał Piwnicki
- Arcivescovo Ignacy Ludwik Pawłowski
- Arcivescovo Kazimierz Roch Dmochowski
- Arcivescovo Wacław Żyliński
- Vescovo Aleksander Kazimierz Bereśniewicz
- Arcivescovo Szymon Marcin Kozłowski
- Vescovo Mečislovas Leonardas Paliulionis
- Arcivescovo Bolesław Hieronim Kłopotowski
- Arcivescovo Jerzy Józef Elizeusz Szembek
- Vescovo Stanisław Kazimierz Zdzitowiecki
- Cardinale Aleksander Kakowski
- Cardinale August Hlond, S.D.B.
- Cardinale Stefan Wyszyński
- Cardinale Józef Glemp
- Vescovo Grzegorz Kaszak

## Araldica
| Stemma | Titolare                             | Descrizione |
|        | Grzegorz Kaszak Vescovo di Sosnowiec | Sopra lo stemma è posto un galero verde stilizzato con due cordoni dello stesso colore. Il verde non è solo un segno di dignità nella gerarchia ecclesiastica, ma è anche un simbolo dei giusti. Il cappello, come il bastone, è inoltre un attributo di pastore. È anche associato all'abito dei pellegrini e ci ricorda il viaggio terreno verso la Gerusalemme celeste. Dall'interno del cappello escono due cordoni di colore verde. Le estremità dei cordoni sono disposte su tre file con sei nappe dello stesso colore del cappello. Diviso diagonalmente a metà, lo scudo contiene una stella luminosa su sfondo blu scuro. Questo è un segno mariano. Molto appassionatamente nei testi liturgici, il bagliore soprannaturale di Maria è paragonato a bellissimi fenomeni nella natura, con il fascino delle stelle nel cielo più puro. Le stelle sono sempre state le guide per i marinai. La loro luce riempiva di pace il cuore dei viaggiatori perché permettevano loro di non da perdersi. Tale compito è attribuito a Maria con il titolo di Stella Maris, che guida le barche sul mare del mondo di innocenza e penitenza, in direzione delle coste della patria celeste. Anche in tempi antichi si credeva che la vela in questa vita alla Madonna si trova il porto più sicuro, e i sopravvissuti si rifugiano a lei come al porto più tranquillo, perché vicini ai salvatori desiderati delle onde e dalle tempeste. La seconda parte dello scudo presenta su uno sfondo giallo una piccola ape. Nell'Antico Testamento, il nome Debora, che significa ape, era popolare. Questo testimonia il rispetto che la comunità delle api aveva tra la Nazione Scelta. Il lavoro delle api ricorda i saggi che bevono il nettare dolce dai fiori delle Scritture, per convertirlo nel miele degli insegnamenti sacri e delle preghiere. E anche se i fastidi causati dalle api diventano perpetratori quando pungono e quindi vedono in loro un simbolo di persecuzione dei nemici, i loro vantaggi sono principalmente enfatizzati. A volte le api erano considerate un segno di Gesù Cristo. L'ape combina infatti due principi: miele e pungiglione, cioè bontà e potere. Allo stesso modo Cristo combina il miele - ovvero la dolcezza dell'amore e del sacrificio per l'umanità - e il pungiglione - ovvero il giusto giudizio dei mortali secondo le loro azioni. In questo modo, l'ape è divenuta il simbolo di Cristo Salvatore e Giudice. Il miele e il latte delle api venivano serviti anche nei primi tempi ai cristiani che stavano ricevendo il battesimo come segno che erano figli di uno stesso Dio. Dietro lo scudo vi è una croce processionale dorata disposta verticalmente. Questo colore in araldica esprime fede, stabilità, saggezza e gloria. La croce indica anche l'ufficio pastorale. Sotto vi è un nastro d'argento con il motto "Facere voluntatem Tuam" (Fare la tua volontà). |